# Святая Троица (линейный корабль, 1791)
«Святая Троица» («Сошествие Святого духа») — парусный 66-пушечный линейный корабль Черноморского флота Российской империи.

## История службы
Корабль был заложен в Херсоне и спущен на воду под именем «Сошествие Святого духа». В 1791 году перешёл из Херсона в Севастополь и вошел в состав Черноморского флота.
В составе эскадр находился в практических плаваниях в Чёрном море в 1794, 1796 и 1797 годах.
Принимал участие в войне с Францией. 13 августа 1798 года в составе эскадры вице-адмирала Ф. Ф. Ушакова вышел из Севастополя в Константинополь для совместных действий с турецким флотом против Франции. Объединенный русско-турецкий флот 20 сентября вышел из пролива Дарданеллы в Архипелаг.
13 октября в составе эскадры русского флота принимал участие в высадке десанта на остров Занте. После чего во главе отряда под командованием капитана 2 ранга Поскочина отделился от флота и пришел к острову Кефалония, где 17 октября высадил десант в количестве 180 человек, взявший крепость почти без сопротивления. При занятии острова было захвачено 53 медных и чугунных орудия, большое количество боеприпасов, а также свыше 200 человек французского гарнизона взяты в плен.
29 октября отряд направлен от Кефалонии к Корфу на усиления отряда капитана 1 ранга И. А. Селивачева, куда прибыл 31 октября. По прибытии корабли присоединились к отряду, ведущему блокаду крепости.
12 ноября принимал участие в перестрелке с французским кораблём «Genereux», который пытался прорваться в море.
18 февраля 1799 года принимал участие во взятии острова Видо, а 20 февраля поддерживал огнём штурм крепости Корфу.
В июле 1799 года после ухода русской эскадры корабль в составе отряда А. П. Алексиано оставлен в Корфу для ремонта и охраны крепости. 6 июля 1800 года в составе эскадры Ф. Ф. Ушакова вышел из Корфу в Россию и к 26 октября подошел к Севастополю, но в темноте не смог войти в бухту и вынужден был направиться в Феодосию, куда прибыл на следующий день.
В 1804 году в составе отряда капитана 1 ранга Г. Г. Белли доставлял войска из Одессы в Корфу, при этом ходил под торговым флагом, а орудия были погружены в трюм.
5 октября корабль вернулся в Севастополь, где и был разобран в по одним данным в 1804 году, по другим — в 1806 году.

## Командиры корабля
Командирами линейного корабля «Святая Троица» в разное время служили:
- П. А. Данилов (1791 год);
- И. И. Престман (1793—1797 годы);
- И. С. Поскочин (1798—1800 годы);
- С. И. Рубец (1802 и 1804 годы);
- С. Б. Сахаров (1803 и 1806 годы);
- К. А. Герамуцо (1805 год).